# Montjovet
Montjovet (que durante el fascismo, del 1929 al 1945, se llamaba Mongiove), es un municipio italiano en el Valle de Aosta. 

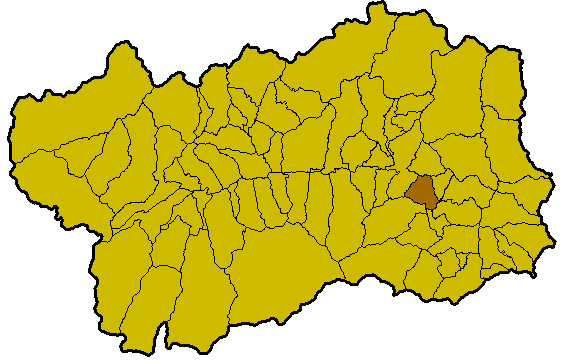
Ubicación del municipio de Montjovet en el Valle de Aosta.

## Lugares de interés
- El castillo de Saint Germain, del siglo X, remodelado en tiempos más recientes, con muros del siglo XV.
- La iglesia de San Roque.

## Transportes

### Aeropuerto
El aeropuerto más cercano es el de Turín.

### Conexiones viales
La conexión vial principal es la autopista A5 Turín-Aosta y tiene una salida en Verrès.

### Conexiones ferroviarias
En Monjovet hay una estación de ferrocarril de la línea Turín-Aosta .

## Evolución demográfica
| Gráfica de evolución demográfica de Montjovet entre 1861 y 2001 |
|                                                                 |
| Fuente ISTAT - elaboración gráfica de Wikipedia                 |

- Datos: Q35220
- Multimedia: Montjovet / Q35220

1. ↑  Worldpostalcodes.org, código postal n.º 11020.
2. ↑  «Codici Catastali». Comuni-italiani.it (en italiano). Consultado el 29 de abril de 2017.